# Domaine de la Mauvinière
Le domaine de la Mauvinière est situé à Saint-Sornin, dans le département français de la Charente-Maritime en région Nouvelle-Aquitaine.

## Histoire
Le logis noble est cité pour la première fois en 1598 : il appartient alors à Simon Mathieu, qui semble être le premier seigneur du lieu. Il passe ensuite à la famille d'Ancelin, qui le conserve jusqu'en 1752. 
Le bâtiment, repris en partie en 1676, puis fortement remanié au XIXe siècle, conserve un décor de pilastres à chapiteaux ioniques datant du XVIIe siècle. À l'intérieur, une cheminée est ornée d'écussons et de peintures. Ces écussons sont au nombre de cinq, et représentent les armes de la famille d'Ancelin. 
L'immeuble est inscrit au titre des monuments historiques par arrêté du 21 décembre 1988.